# Hamlin (Virgínia de l'Oest)
Hamlin és una població dels Estats Units a l'estat de Virgínia de l'Oest. Segons el cens del 2000 tenia 1.119 habitants.

## Demografia
Segons el cens del 2000, Hamlin tenia 1.119 habitants, 478 habitatges, i 312 famílies. La densitat de població era de 758 habitants per km².
Dels 478 habitatges en un 29,3% hi vivien nens de menys de 18 anys, en un 43,9% hi vivien parelles casades, en un 17,6% dones solteres, i en un 34,7% no eren unitats familiars. En el 32,4% dels habitatges hi vivien persones soles el 15,7% de les quals corresponia a persones de 65 anys o més que vivien soles. El nombre mitjà de persones vivint en cada habitatge era de 2,21 i el nombre mitjà de persones que vivien en cada família era de 2,77.
Per edats la població es repartia de la següent manera: un 21% tenia menys de 18 anys, un 9,1% entre 18 i 24, un 26,9% entre 25 i 44, un 21,2% de 45 a 60 i un 21,8% 65 anys o més.
L'edat mediana era de 41 anys. Per cada 100 dones de 18 o més anys hi havia 73,7 homes.
La renda mediana per habitatge era de 22.143 $ i la renda mediana per família de 30.250 $. Els homes tenien una renda mediana de 30.000 $ mentre que les dones 17.059 $. La renda per capita de la població era de 13.728 $. Entorn del 20,3% de les famílies i el 22,6% de la població estaven per davall del llindar de pobresa.

## Poblacions més properes
El següent diagrama mostra les poblacions més properes.